# Milan Paumer

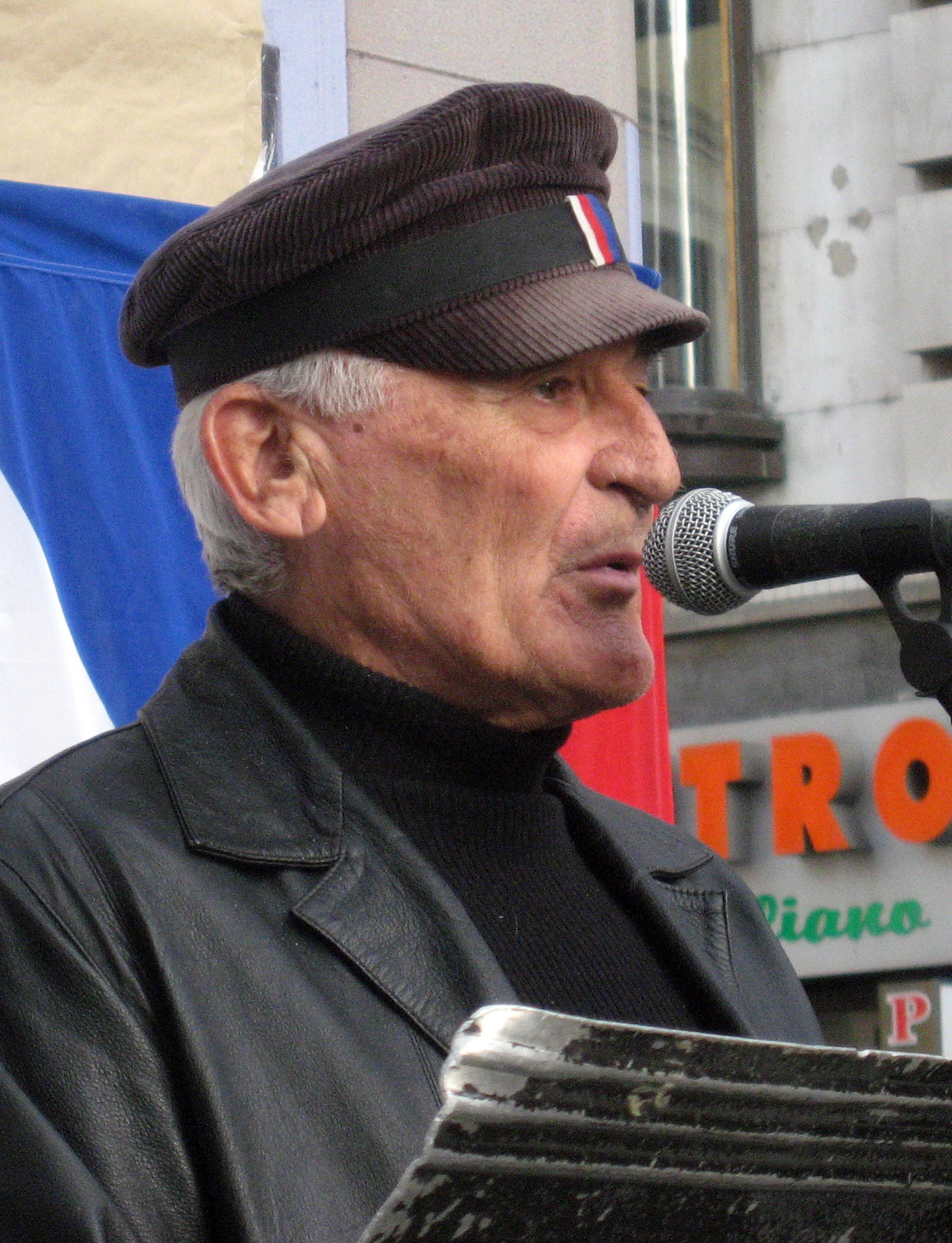
Milan Paumer

Milan Paumer (* 7. April 1931 in Kolín; † 22. Juli 2010 in Prag) war ein tschechischer Aktivist und gehörte zum antikommunistischen Widerstand in der Tschechoslowakei.

## Leben
Nach dem Krieg erlernte Milan Paumer den Beruf eines Maschinenschlossers, ehe er an der Maschinenfachschule in Kolín lernte.
Seit 1942 war er mit den Söhnen des Generals Josef Mašín, Ctirad und Josef jr. befreundet. Nach der Machtübernahme der tschechoslowakischen Kommunisten im Februar 1948 beteiligte er sich gemeinsam mit ihnen an der Organisation und der Durchführung von Sabotageakten und Überfällen auf Polizeistationen, bei denen auch Polizisten getötet wurden.
Im Jahr 1952 trat Paumer seinen Wehrdienst an und wurde an die Militärakademie ins slowakische Martin versetzt.
Er gehörte zu einer fünfköpfigen Gruppe, welche sich Anfang Oktober 1953 entschied, in den Westen auszuwandern. Nach einer dramatischen 29-tägigen Flucht durch die DDR gelang es ihm und den Mašín-Brüdern nach West-Berlin zu gelangen, wobei sie vier Polizisten töteten und zwei schwer verletzten. Zwei Mitglieder der Gruppe, Zbyněk Janata und Václav Švéda, wurden festgenommen, an die Tschechoslowakei ausgeliefert und hingerichtet.
Nach seiner Ankunft in den USA trat Paumer in die antikommunistische Spezialeinheit CIC der US Army ein, für die er auch im Koreakrieg eingesetzt war. Nach Ablauf seines fünfjährigen Dienstes ließ er sich in Miami in Florida nieder, wo er als Wartungstechniker in Flugzeugwerften und als Taxifahrer arbeitete. 1998 ging er als Besitzer eines Taxiunternehmens in Pension.
Nachdem 1995 ein tschechisches Berufungsgericht die Taten der Mašín-Gruppe für verjährt erklärt hatte, kehrte Paumer 2001 nach Tschechien zurück, wo er sich aktiv am politischen Geschehen beteiligte:
- als Ehrenmitglied des Klubs politischer Häftlinge
- als Ehrenmitglied des Tschechischen Pfadfinderstammes 53 „Brüder Mašín“
- als Mitglied der Konservativen Partei
- als Kandidat für das Europaparlament
- als Schirmherr der Bürgervereinigung Mladá pravice (Junge Rechte)

In den Regionalwahlen 2008 kandidierte er ohne Erfolg im Mittelböhmischen Kreis auf der Kandidatenlisten Konzervativní koalice.
2009 nahm Paumer an einer Konferenz über Widerstand und Opposition gegen kommunistische Regimes teil und erhielt das Schlusswort nach der Diskussion.
Nach langer Krankheit starb Paumer am 22. Juli 2010 in Prag.

## Ehrungen
Am 4. März 2008 verlieh ihm Ministerpräsident Mirek Topolánek die Ehrenplakette des Regierungschefs der Tschechischen Republik.

## Privatleben
Paumer war ledig und hatte einen Bruder, der in Tschechien geblieben war.